# Двигатель (завод)
«Дви́гатель» (эст. Tehas «Dvigatel») основан в Ревеле в 1899 году как вагоностроительный завод. В годы советской власти — крупнейшее машиностроительное предприятие Эстонской ССР. Входил в систему военно-промышленного комплекса СССР. После восстановления независимости Эстонии работал 16 лет и прекратил деятельность в 2007 году.

## История

### В Эстляндской губернии Российской империи
25 октября 1897 года Всероссийский император Николай II в своей резиденции в Царском Селе утвердил устав нового вагоностроительного завода — акционерного общества «Двигатель».
18 июля 1898 года в Санкт-Петербурге состоялось первое заседание акционеров «Двигателя». Городом, где будет построен завод, был избран Ревель. Президентом АО «Двигатель» стал председатель правления Рязанско-Уральской железной дороги Иван Евграфович Ададуров, главным директором — бывший директор рижского однопрофильного предприятия «Феникс» Аугуст Аугустович Крюгер, директорами были назначены генерал Иван Антонович Дерфельден и гражданин Ревеля Джон Карлович Эффельбейн.
Место для нового завода размером в 131 гектар было выбрано на холме Ласнамяги: с одной его стороны находился Юрьевский почтовый тракт, с другой проходила железнодорожная линия, соединявшая Ревель с Санкт-Петербургом, и располагались залежи плитняка, из которого в те годы строились многие ревельские здания.
17 августа 1898 года был торжественно заложен краеугольный камень завода «Двигатель». Весть о строительстве «большой фабрики» прокатилась по всем уездам Эстляндии, привлекая жителей губернии на заработки. По одним данным, на возведении завода работало 2000 человек, по воспоминаниям некоторых очевидцев — более 8000 человек.
К маю 1899 года были возведены литейная, токарная, слесарная и столярная мастерские, кузница, лесопильня, котельная с 15 котлами, машинное отделение, железнодорожная станция и другие объекты. По территории завода проложили железнодорожную ветку протяжённостью более 20 километров, которая соединялась с железной дорогой Ревель—Санкт-Петербург. По состоянию на 1 мая 1899 года численность инженерно-технического персонала составила 70 человек, в торговой конторе работали 55 служащих. Общая численность работников завода составила 4000 человек.
9 мая 1899 года состоялся торжественный пуск завода; этот день считают днём рождения «Двигателя». Завод был построен за девять месяцев.

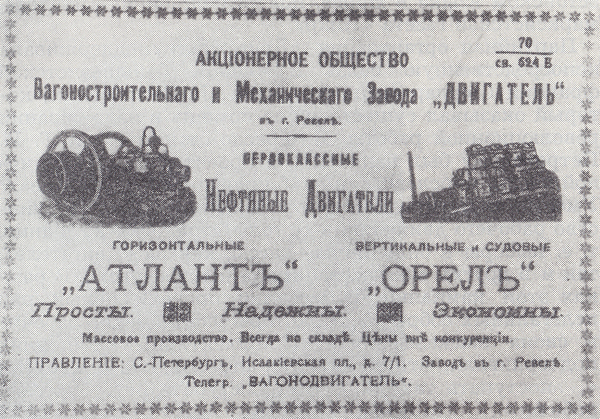
Реклама акционерного общества «Двигатель»

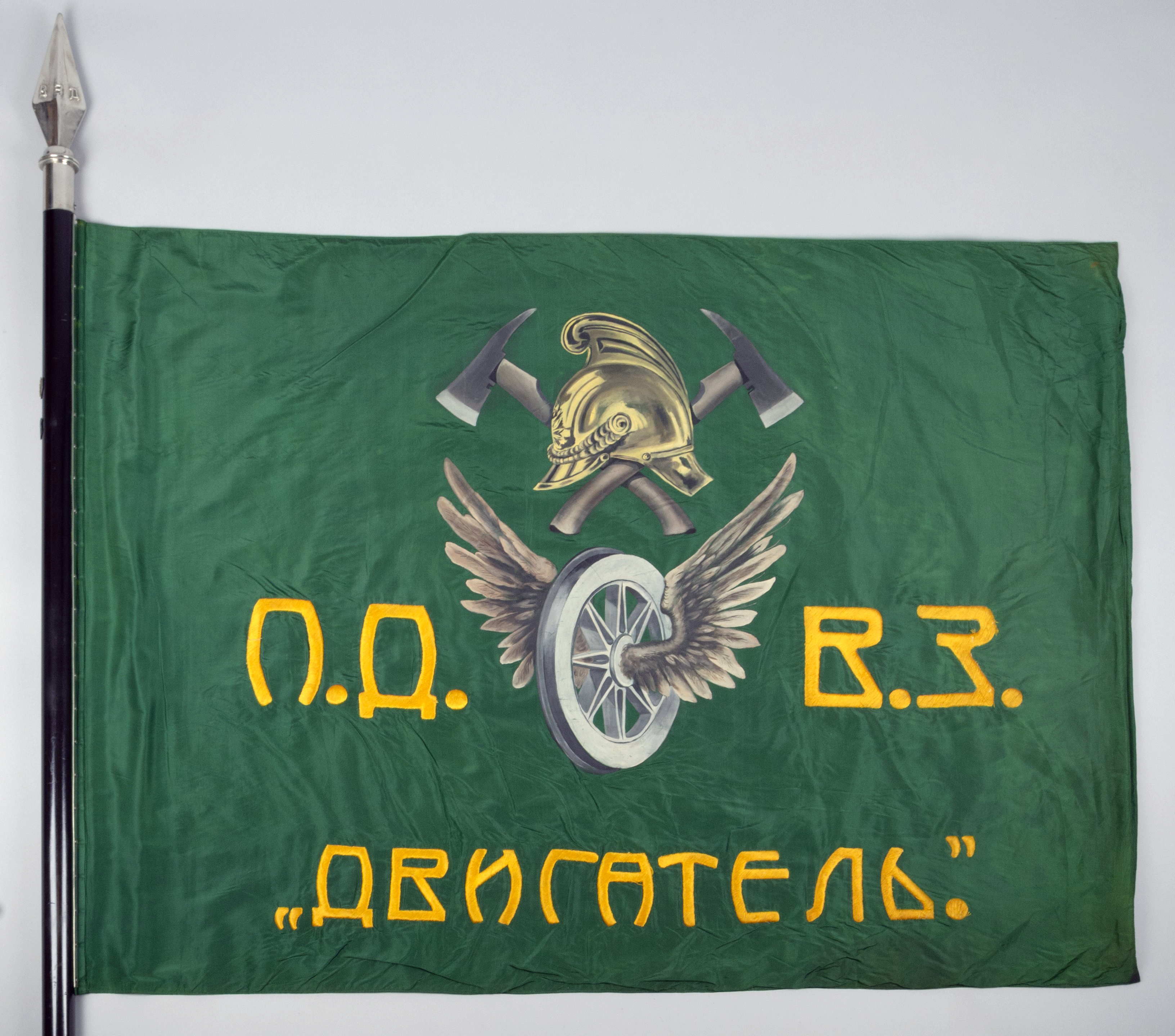
Флаг пожарного общества завода «Двигатель», 1900-е годы

Первый год работы был успешным. Завод занимался строительством вагонов разных типов. Принимались заказы на производство железных мостов, железнодорожных стрелок, вагонеток, различных деталей из металла; производились трамваи, которые реализовывались в границах Российской империи.
С 1901 по 1904 год число заказов стало резко уменьшаться, что вызвало сокращения объёма выпускаемой продукции с 5,5 до 2,8 миллиона рублей и численности работающих с 2700 до 1330 человек. Завод перешёл на график работы в четыре дня в неделю и стал заниматься ремонтом паровозов и вагонов.
Промышленный кризис привёл к ухудшению и без того очень тяжёлого материального и социального положения рабочих. Русско-японская война ускорила созревание революционной ситуации в Российской империи. 12 января 1905 года в Ревеле началась всеобщая забастовка. Рабочие «Двигателя» забастовали первыми. Затем к ним присоединились рабочие завода «Вольта» и многих других предприятий. Губернатору Эстляндии были вручены предъявленные предпринимателям требования: установление 8-часового рабочего дня, твёрдой заработной платы, определённого пособия при несчастных случаях и болезни, введения двойной оплаты за сверхурочные работы и т. д. 13 января к этим требованиям добавились требования свободы слова, собраний и печати, свободы стачек. Фабриканты обратились к губернатору с просьбой разместить на территориях фабрик и заводов воинские части. Произошли столкновения между рабочими и войсками, среди рабочих были убитые. Не добившись желаемых результатов, рабочие ревельских предприятий постепенно приступили к работе, однако в феврале забастовали снова. Огромные убытки, которые несли капиталисты от невыполнения крупных казённых заказов, заставили их пойти на некоторые уступки. На заводе «Двигатель» рабочий день был сокращён с 11 до 9 часов.
К концу 1906 года численность работников была чуть больше 1000 человек.
В 1909 году объём выпускаемой продукции сократился втрое.
В 1911 году удалось наладить производство нового вида продукции — двигателей внутреннего сгорания типа «Атлант» и «Орёл».
До 1918 года заводом было всего произведено 19673 торговых вагона и 2042 пассажирских вагона.
В годы Первой Мировой войны завод производил оружие и трёх- и шестидюймовые снаряды. При этом часть заводского оборудования была эвакуирована в Рязанскую область России, где на его базе было создано производство, проработавшее до 1929 года, когда оно перешло в государственную собственность, и был создан Государственный Истьинский механический завод «Двигатель».

### В Первой Эстонской Республике
С началом существования Первой Эстонской республики для «Двигателя», как и для многих крупных предприятий страны, наступили тяжёлые времена. Экономические связи с Россией — главным поставщиком заказов — прервались, это вызвало увольнение почти 90 % работников. В 1921 году их численность составила 427 человек.
Предприятие пыталось найти рынок сбыта в Эстонии, в частности выпускало вагоны для таллинской конки, но небольшие местные заказы и  сдача в аренду помещений не спасали от растущих долгов. В 1926 году решением собрания акционеров облигации завода «Двигатель» на сумму 70 миллионов марок были переданы эстонскому банку за долги, а в покрытие остальной части долга было заложено имущество завода и вся выпущенная и даже незавершённая продукция.
В 1930-х годах на заводе производились самолёты различных типов, но развить производство до полной мощности не удалось. Не увенчались успехом попытки владельцев завода найти заказы в Литве и даже во Франции. 29 мая 1931 года «Двигатель» был выставлен на аукцион и приобретён директором однопрофильного предприятия из Риги Ф. Кятте. Через неделю министр экономики Эстонии Михкель Пунг выдал разрешение на создание нового государственного акционерного общества «Eesti Dvigatel» («Эстонский Двигатель»), в руководство которого в числе других акционеров вошёл сын главы государства Константина Пятса Виктор Пятс. Согласно Уставу целью АО «Ээсти Двигатель» было «производство любых наземных, водных и воздушных средств передвижения, изготовление различных машин и моторов». Однако большей частью выпускаемая «Эстонским двигателем» продукция уставу не соответствовала. На заводе изготавливались лопаты, тазы, мыло, сапожный крем, пуговицы, дамские сумочки и другие изделия ширпотреба, а производственные помещения сдавались в аренду мелким предприятиям.

### В Эстонской ССР
После присоединения Эстонии к СССР, в 1940 году, завод был национализирован и получил название Государственный вагоностроительный завод «Двигатель».

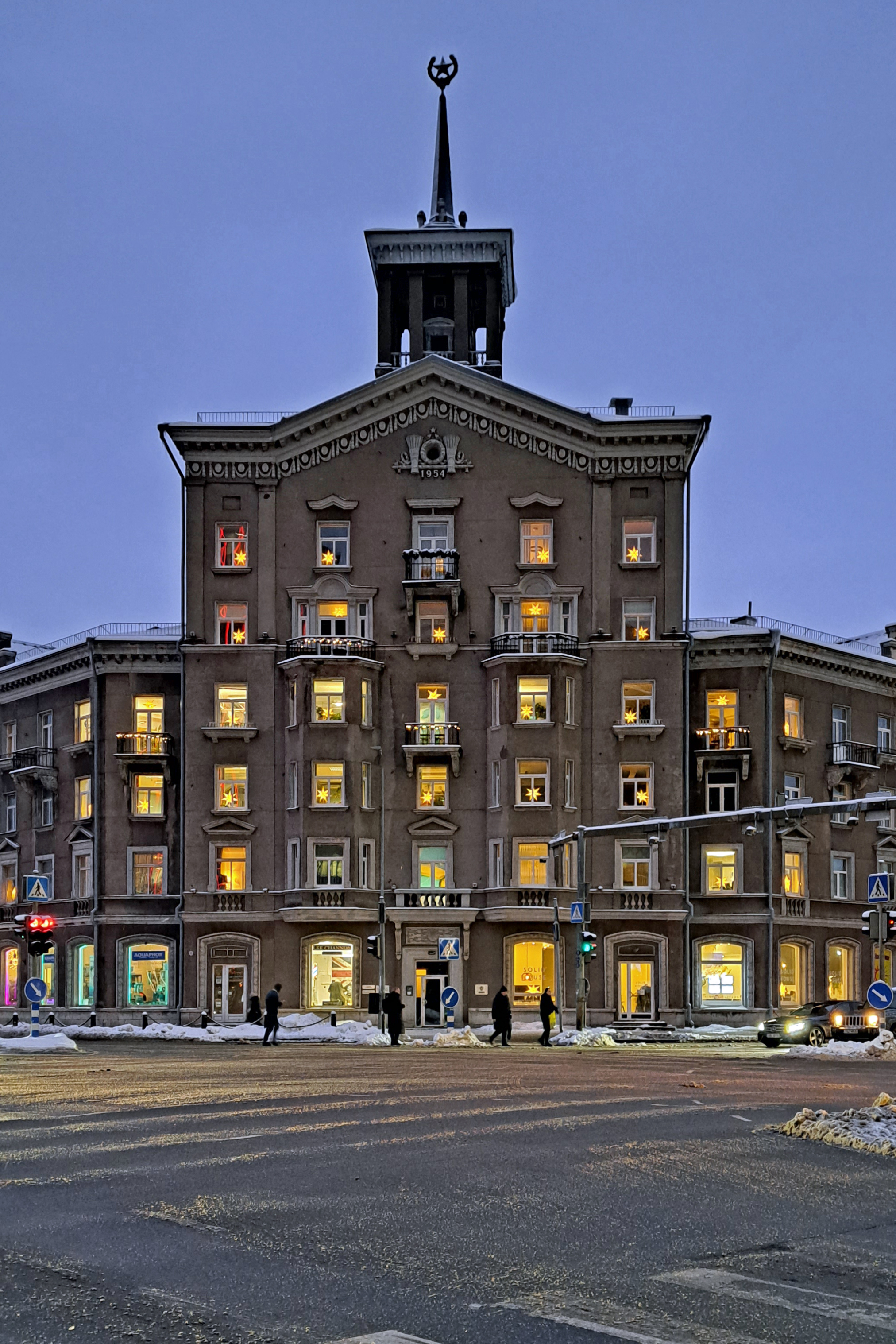
Жилой дом завода «Двигатель», Тартуское шоссе 24 (построен в 1957 году)

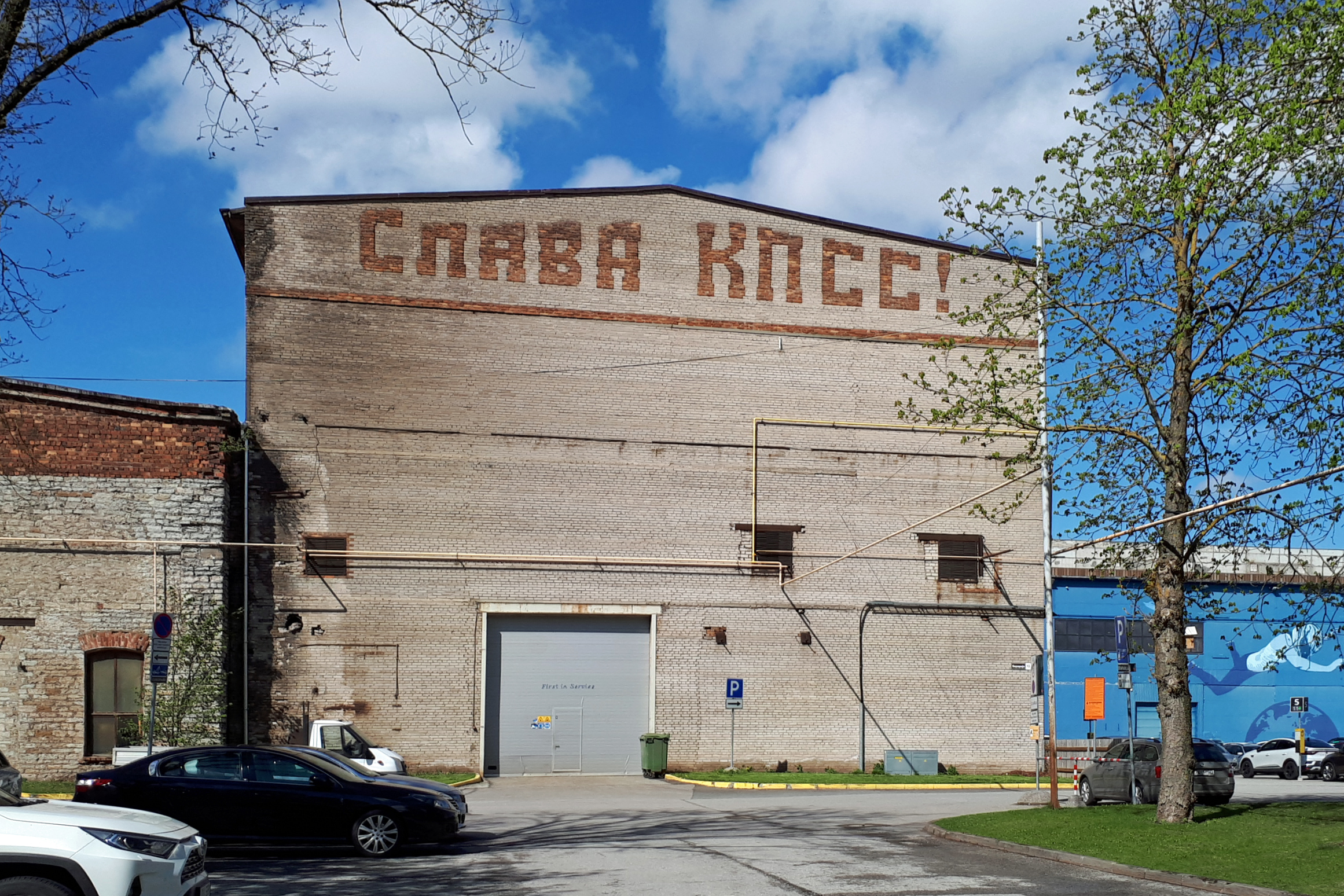
Бывший корпус завода «Двигатель», 2022 год. Снесён в феврале 2024 года

В 1947 году завод был передан в подчинение Совету Министров СССР и в 1950-е годы полностью перестроен. «Двигатель» стал производить воздушные охладители, герметичные клапаны, вакуумные насосы, различные контейнеры.
В 1951 году завод «Двигатель» вошёл в систему оборонно-промышленного комплекса СССР (систему так называемых «закрытых предприятий» Министерства среднего машиностроения СССР), и в последующие годы вся информация о нём была строго засекречена. До 1991 года на заводе изготавливалось оборудование для атомной, космической и химической промышленности СССР. В целях секретности заводу были присуждены кодовые названия «Почтовый ящик № 130» и «Почтовый ящик № В-8817».
С 1970 года официальное название завода — Завод союзного значения имени В. И. Ленина «Двигатель» (V. I. Lenini nimeline Riiklik Liidutehas «Dvigatel»). В 1971 году завод был награждён Орденом Октябрьской революции. На заводе трудилось в несколько смен более 10 тысяч работников.
В 1950-е годы для работников завода были построены жилые кварталы в стиле «сталинского ампира», один из которых расположен вдоль Тартуского шоссе. Вплоть до конца 1980-х годов работники завода имели особые преимущества в получении жилья в общежитиях и прав на приобретение кооперативных квартир в панельных домах-новостройках Таллина. В конце 1980-х завод «Двигатель» стал одним из оплотов Интернационального движения трудящихся Эстонской ССР.

### После восстановления независимости Эстонии
В 1992—1995 годах «Двигатель» был государственным акционерным обществом (RAS Dvigatel). В течение последующих 10 лет владельцы завода пытались восстановить его прежние производственные мощности, но, как и большинство других крупных машиностроительных предприятий Советской Эстонии, после отделения Эстонии от Советского Союза «Двигатель» ждала смена собственников и постепенная ликвидация производства.
В 1992 году были созданы дочернее предприятие «Двигателя» «AS Terasprofiil» и совместное эстонско-финское предприятие «AS Hackman-Dvigatel»; через несколько лет они были ликвидированы.
В 1995 году ГАО «Двигатель» было выкуплено акционерным обществом «Диамарк» (AS Diamark).

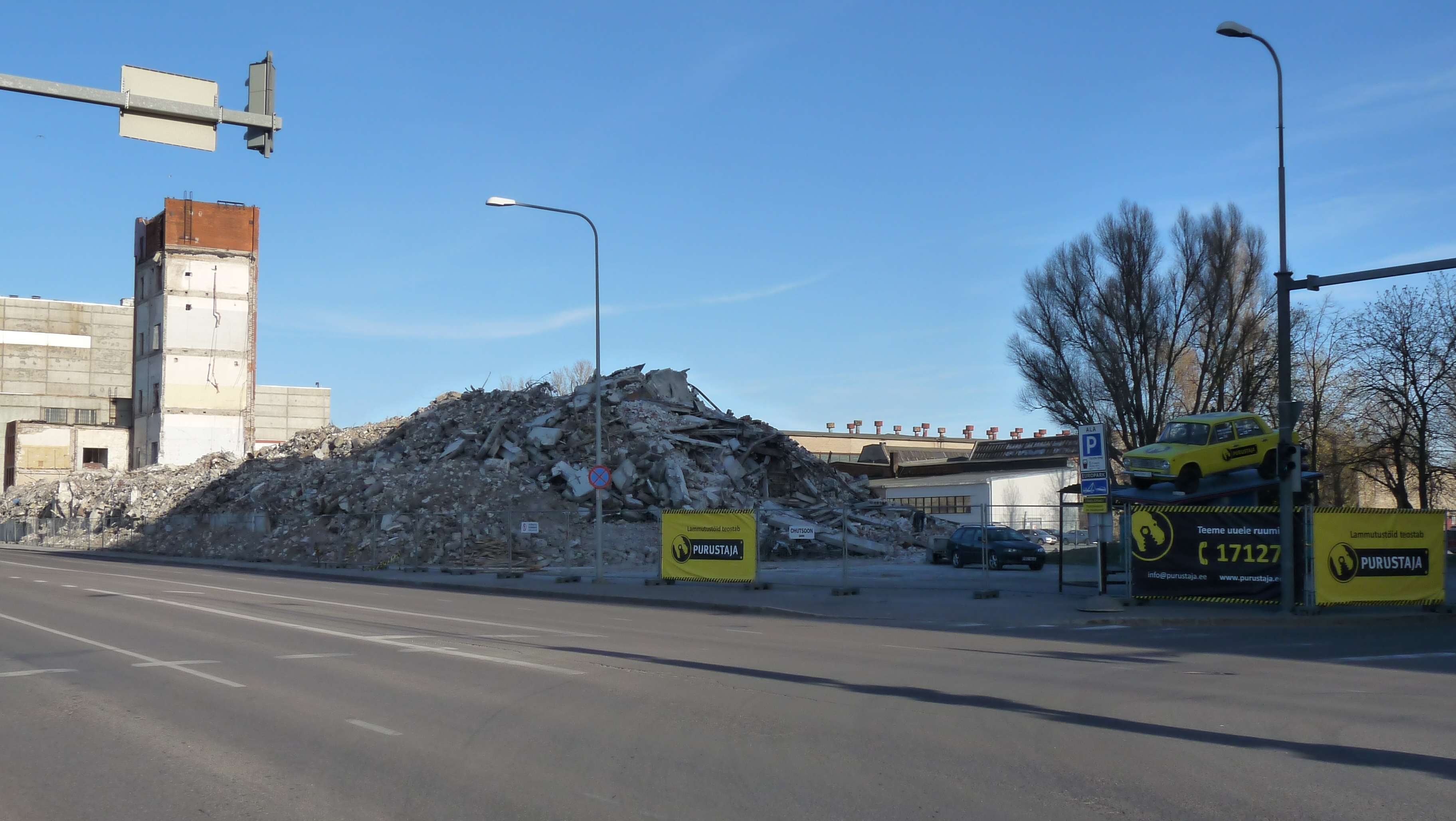
Снос одного из производственных зданий завода «Двигатель» в 2014 году

В 2003 году у АО «Двигатель» было 6 дочерних предприятий:
- Dvigatel-Energeetika AS, продажа электроэнергии, услуги надзора за газовыми установками, управление сетью передачи данных[13]; численность работников в 2018 году — 13[14];
- Dvigatel Test AS, техническое испытание и анализ, численность работников в 2018 году — 4[15];
- DV Metall OÜ, производство прочих металлических изделий, акционерный капитал 2556 евро[16];
- Dvigatel Teno AS, ликвидирован 30.06.2009[17];
- Dvigatel Rakis AS, ликвидирован 16.02.2017[18];
- Dvigatel Regital OÜ, на июль 2018 году находится в процессе ликвидации, численность работников в 2018 году — 1[19].

По состоянию на 2003 год имущество «Двигателя» оценивалось в 200 млн крон, в том числе недвижимость — 162,8 млн крон. Торговый оборот группы предприятий «Двигатель» в 2003 году составил 120 миллионов крон, в том числе оборот промышленного сектора — чуть более 50 %.
В январе 2005 года владельцем 67,1 % акций «Двигателя» стало акционерное общество «Майнор Групп» (эст. AS Mainor Grupp), которое до этого владело 32 % акций завода. АО «Двигатель» стало холдинговой компанией, занимающейся развитием недвижимости на территории бывшего военного завода. 30 октября 2007 года оно объединилось с АО «Юлемисте Сити» (эст. Ülemiste City AS). С этого дня началось создание на заводской территории современного промышленного парка «Юлемисте Сити»(эст. Ülemiste City), а «Двигатель», как предприятие, перестал существовать. Несколько зданий советской постройки были снесены. Под защитой государства остались пять строений и сооружений завода, внесённые в Эстонский Государственный регистр памятников культуры.

## Директора завода
- 1959—1979 — Борис Кузнецов
- 1980—1986 — Борис Святушенко
- 1986—1991 — Владимир Яровой
- 1991—1995 — Владимир Галкин

## Кинохроника
На киностудии «Таллинфильм» были сняты документальные фильмы о заводе «Двигатель»:
- 1971 — «Oktoobrirevolutsiooni orden Dvigatelile» / «Орден Октябрьской революции — “Двигателю”», режиссёр Пеэп Пукс (Peep Puks);
- 1978 — «Dvigateli filmiamatöörid» / «Кинолюбители “Двигателя”», режиссёр Каупо Клоорен (Kaupo Klooren). Фильм рассказывает о съёмках кинолюбителями заводской народной студии фильма «Гамлет» в Старом городе Таллина;
- 1991 — «Tehas Dvigatel Tallinnas» / «Завод “Двигатель” в Таллине», режиссёр Михаил Дороватовский (Mihhail Dorovatovski).

## Памятники архитектуры, связанные с заводом «Двигатель»
- Административное здание завода (1899 г.), улица Суур-Сыямяэ 10а[24]. В настоящее время здание занимает Эстонская Высшая школа предпринимательства «Майнор».
- Заводская центральная лаборатория (1899 г.), улица Сепапая 6[25]. Помещения этого здания сдаются в аренду под офисы.
- Многопролётный механико-монтажный цех (1899 г.), улица Кеэвизе 6[26]. В настоящее время в нём расположен ресторан «Viktoria».
- Механико-монтажный цех из железобетона с зубчатой крышей (1920—1930 гг.), улица Сепизе 10[27]. Помещения здания сдаются в аренду.
- Заводские охранно-оградительные сооружения (1950—1980 гг.), улица Кеэвизе 6[28].

## Памятник 380-ти работникам завода «Двигатель»
Памятник 380-ти работникам завода «Двигатель», революционерам, участникам Гражданской и Великой Отечественной войн установлен на территории бывшего завода (ул. Сепепая, 2/1). Представляет собой две длинные и высокие каменные плиты, стоящие на плитняковом основании под углом 90 градусов. На одной плите выбиты фигуры рабочих, красноармейцев в папахах и матросов высотой выше человеческого роста, на другой плите — фигуры советских солдат в шинелях, касках и с оружием в руках. В месте соединения плит на первой плите был выбит крупными буквами текст: «Рабочие завода “Двигатель”, ставшие профессиональными революционерами и крупными политическими деятелями [перечислены 16 имён]. Ветераны завода «Двигатель» — активные участники Гражданской войны и строительства социализма» [перечислено 5 имён]; на другой плите был текст «380 двигателевцев участвовали в Великой Отечественной войне. За боевые заслуги награждено: орденами 133 чел, медалями 247 чел. Звание Героя Советского Союза присвоено Дерновскому Григорю Борисовичу».
Рабочая группа по советским памятникам при Госканцелярии Эстонии в 2022 году пришла к выводу, что памятник можно сохранить, текст, однако, необходимо убрать. К лету 2023 года текст был срезан.

Памятник 380-ти работникам завода «Двигатель», 23 июня 2023 года:
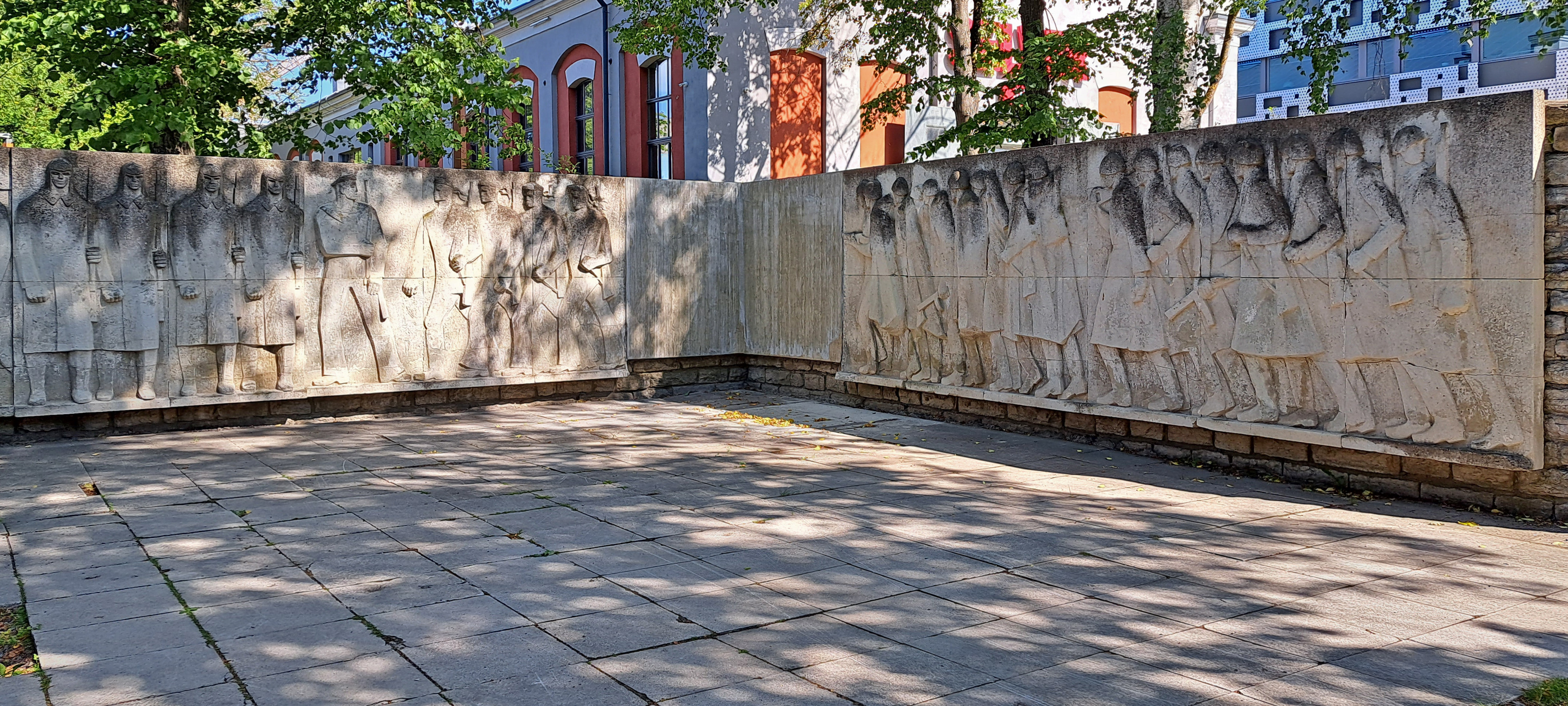
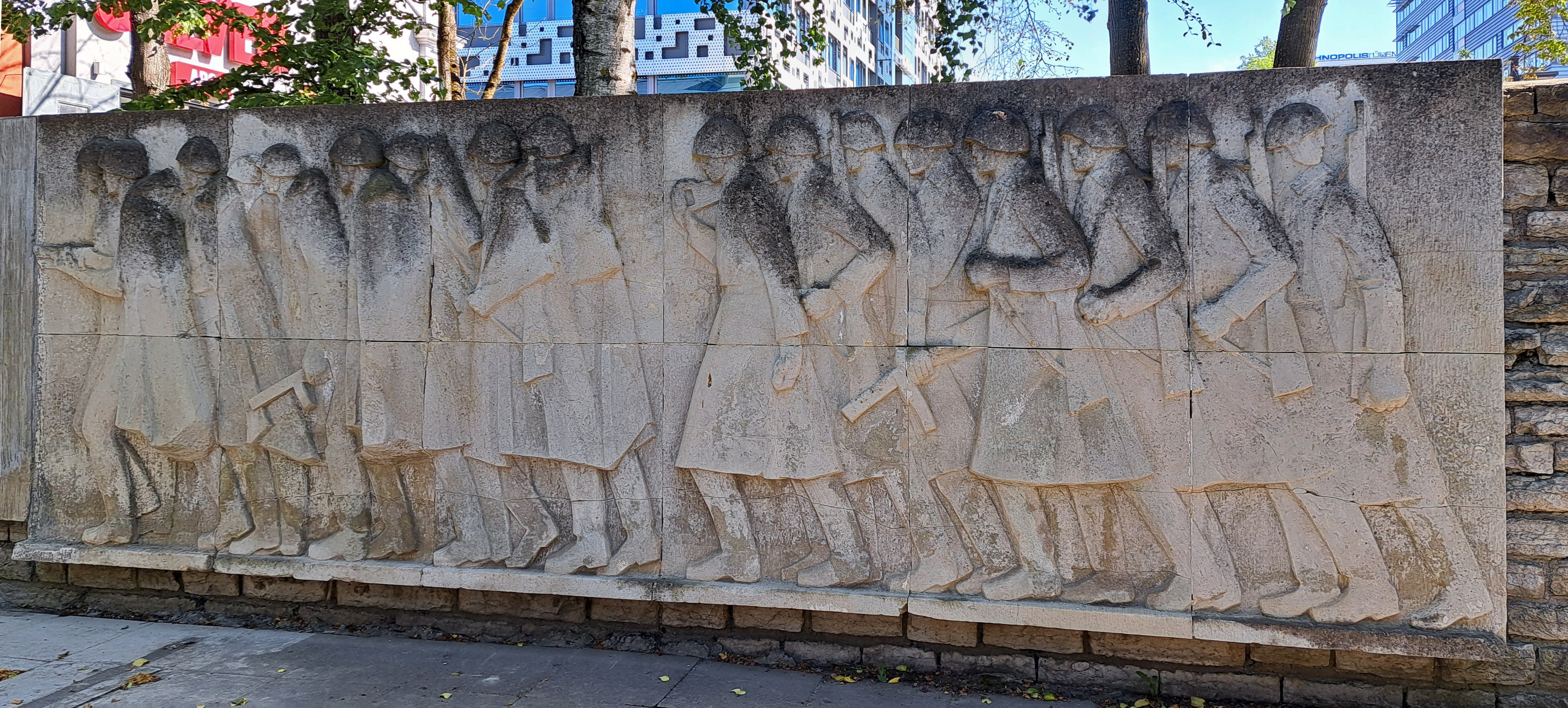
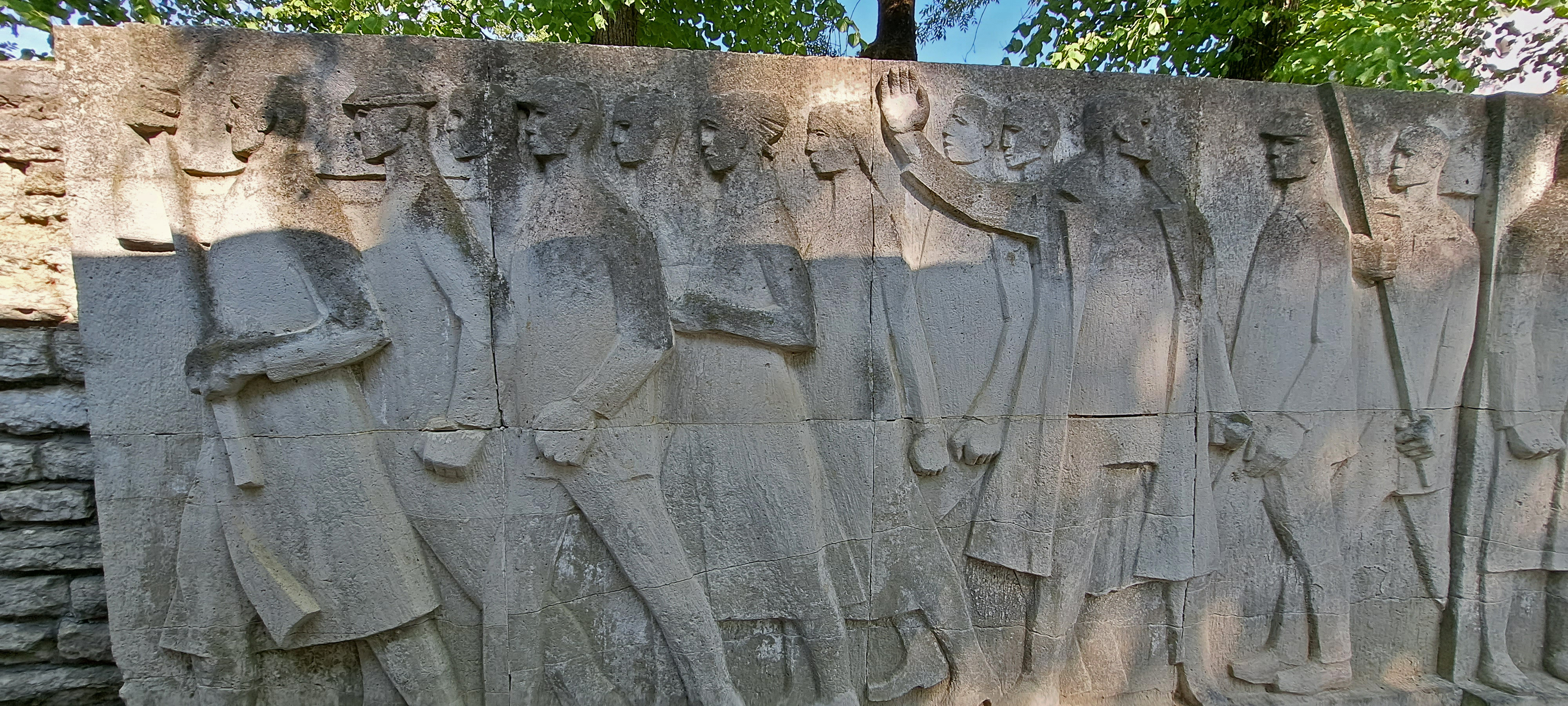
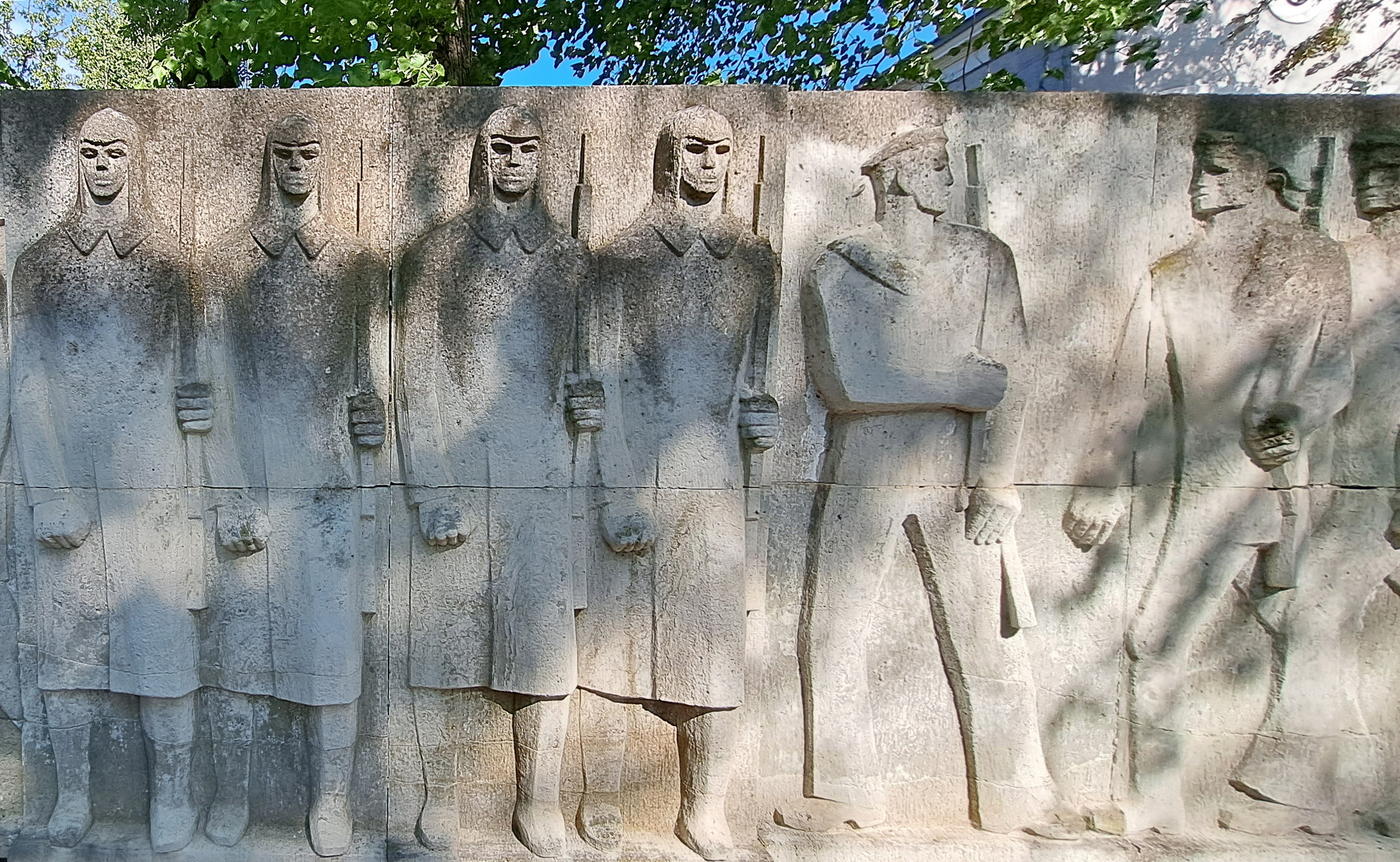

Территория бывшего завода «Двигатель»
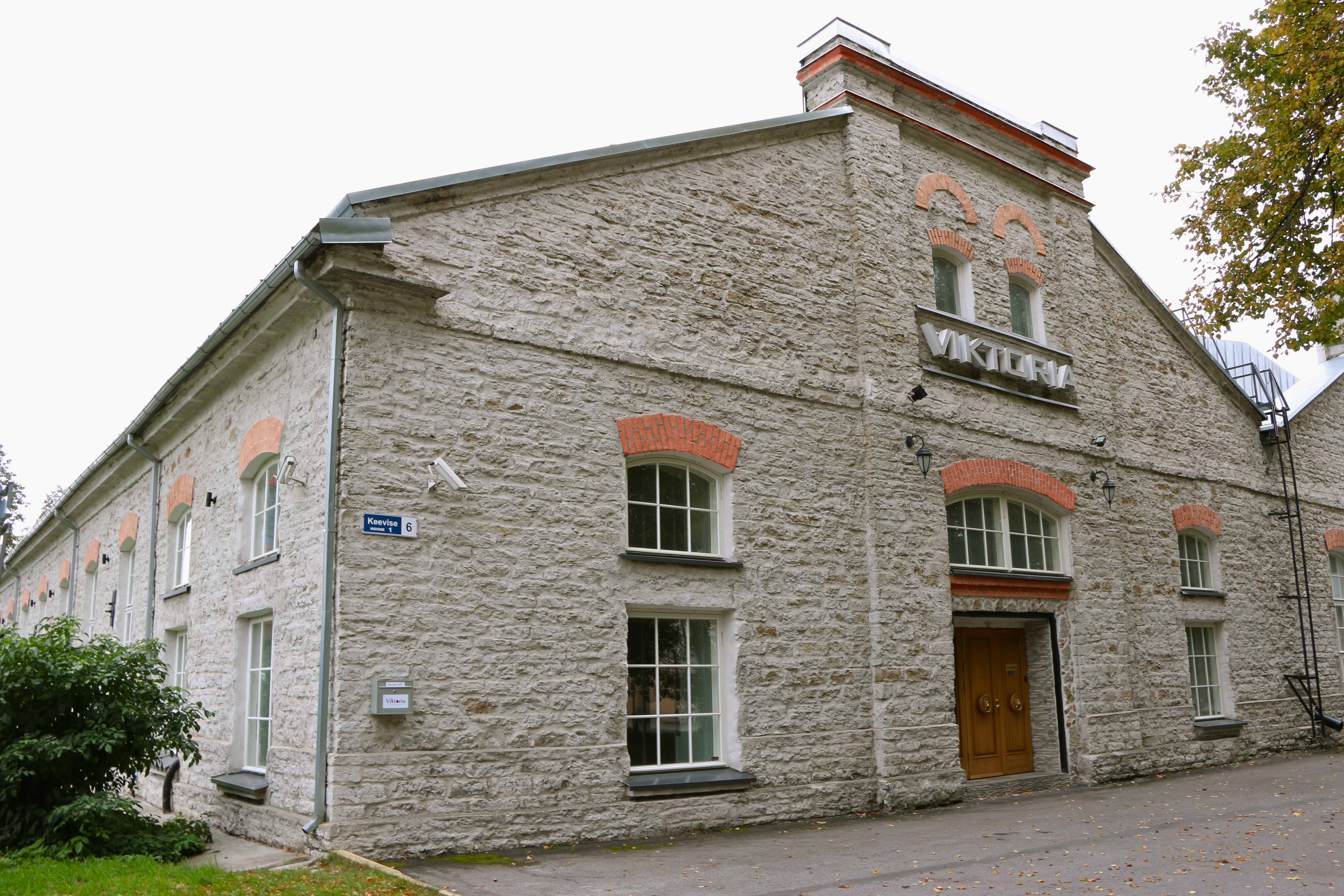
Памятник архитектуры: многопролётный цех, ул. Кеэвизе 6
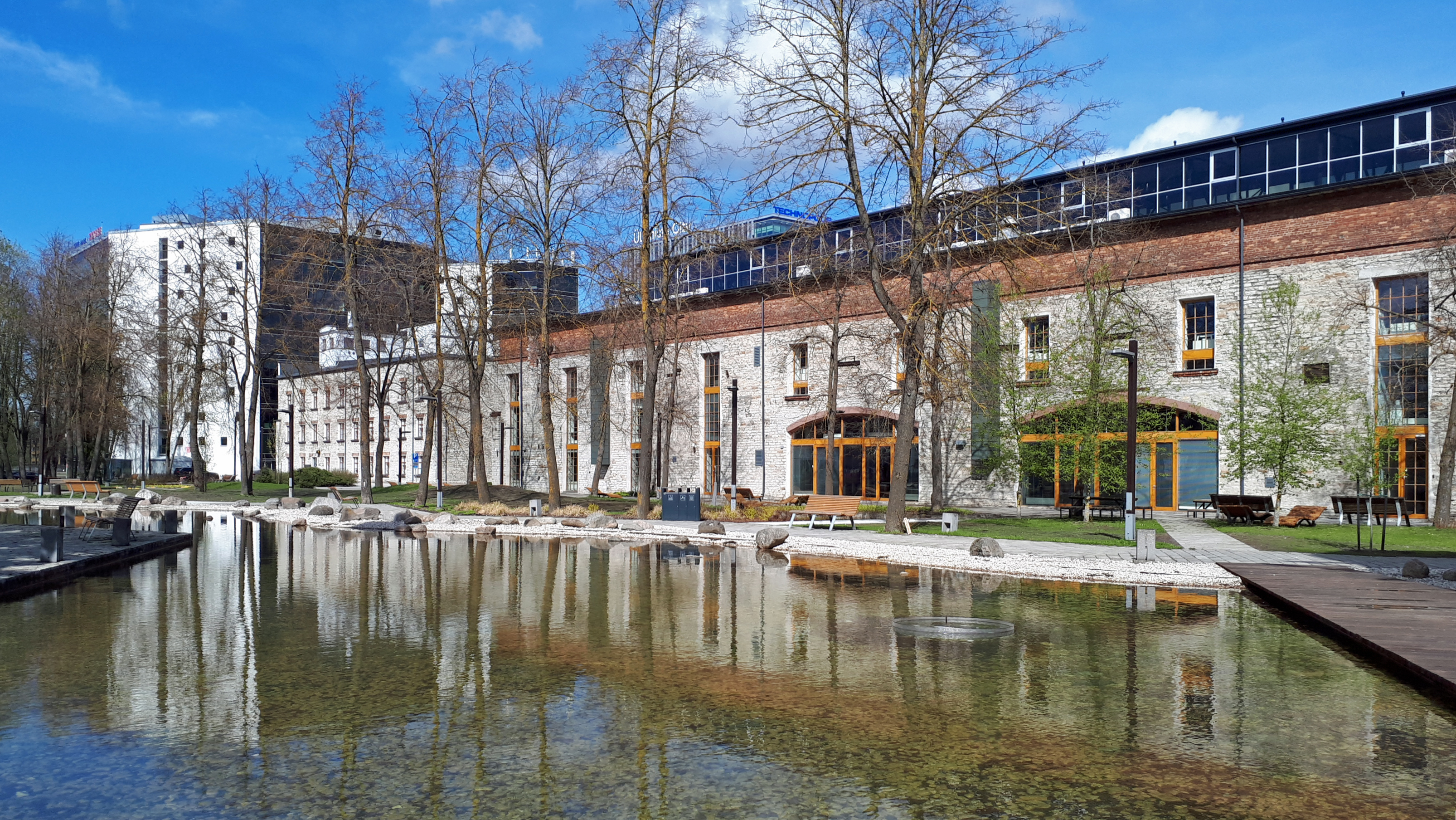
Улица Лыытса 6
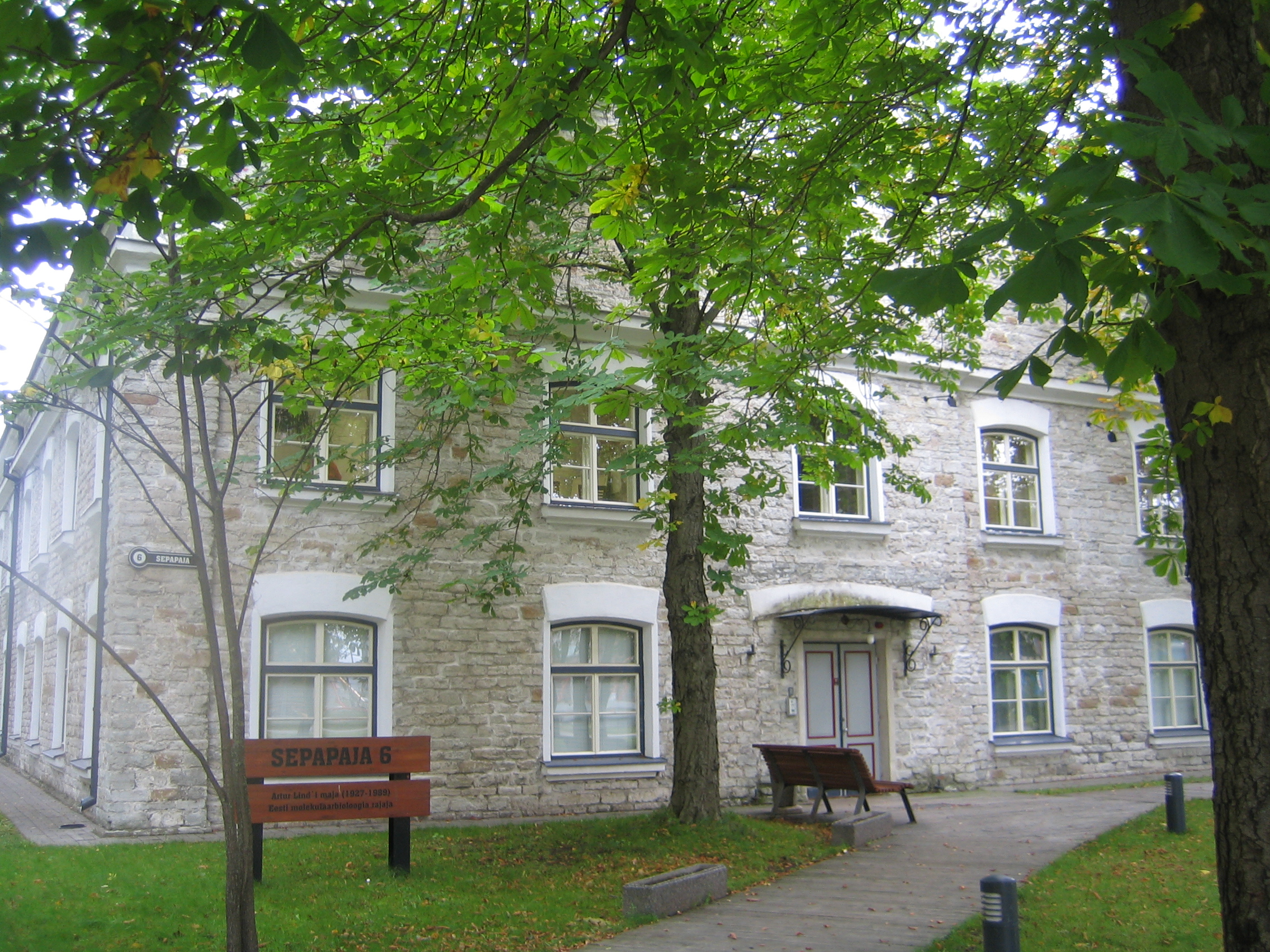
Памятник архитектуры: центральная заводская лаборатория, ул. Сепапая 6/ Лыытса 7
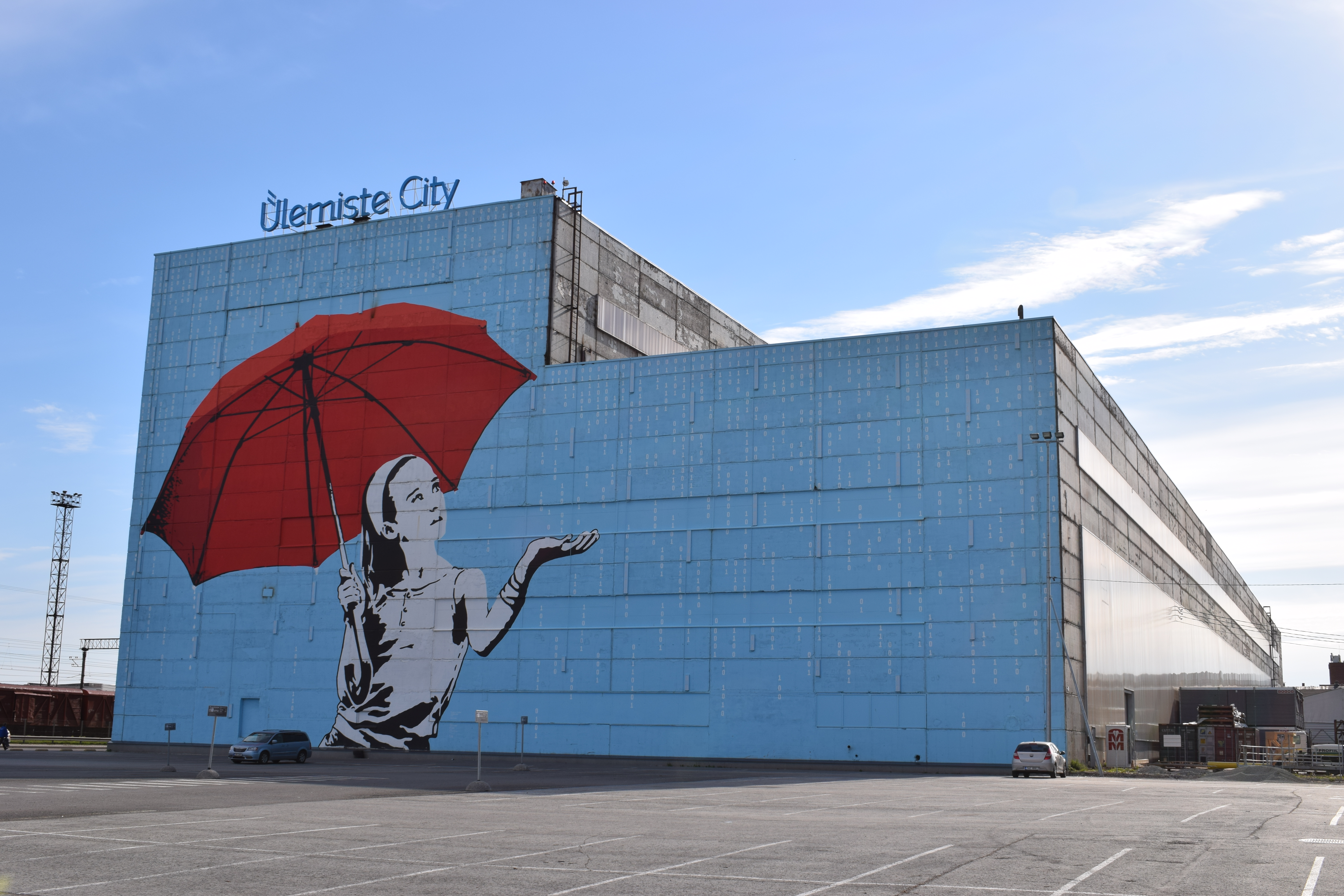
Улица Сепапая 7
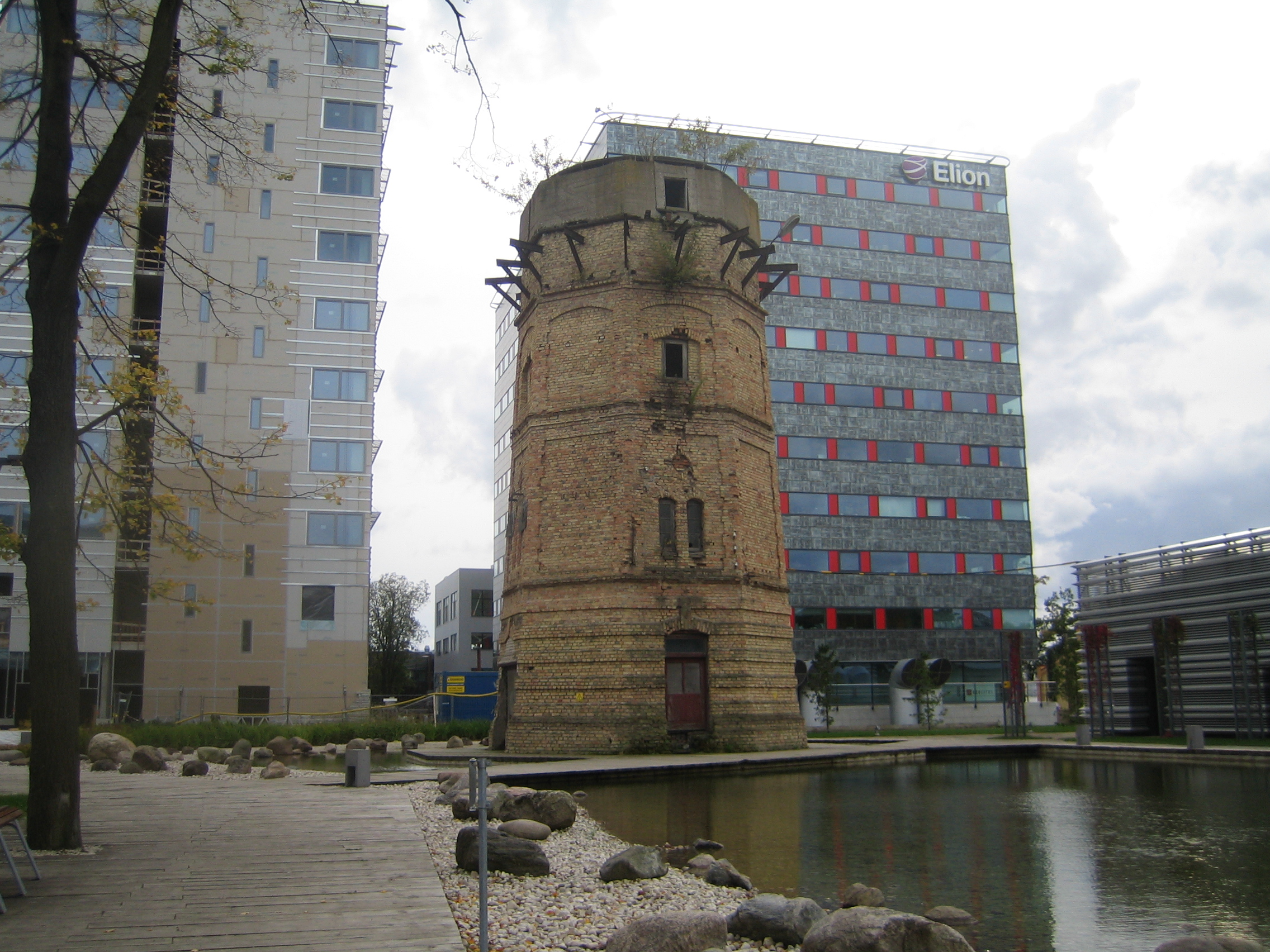
Водонапорная башня
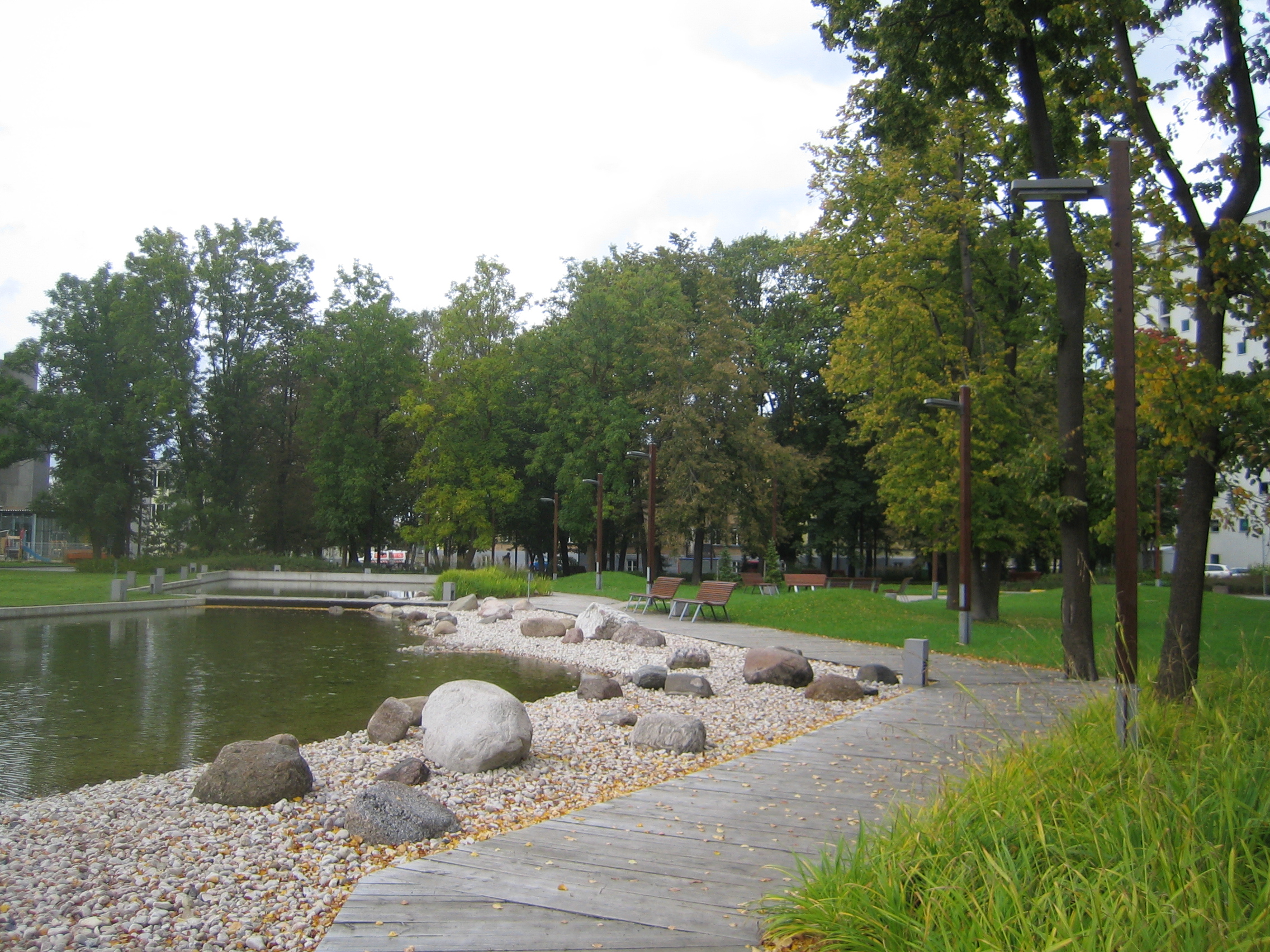
Парк бизнес-квартала «Юлемисте Сити»
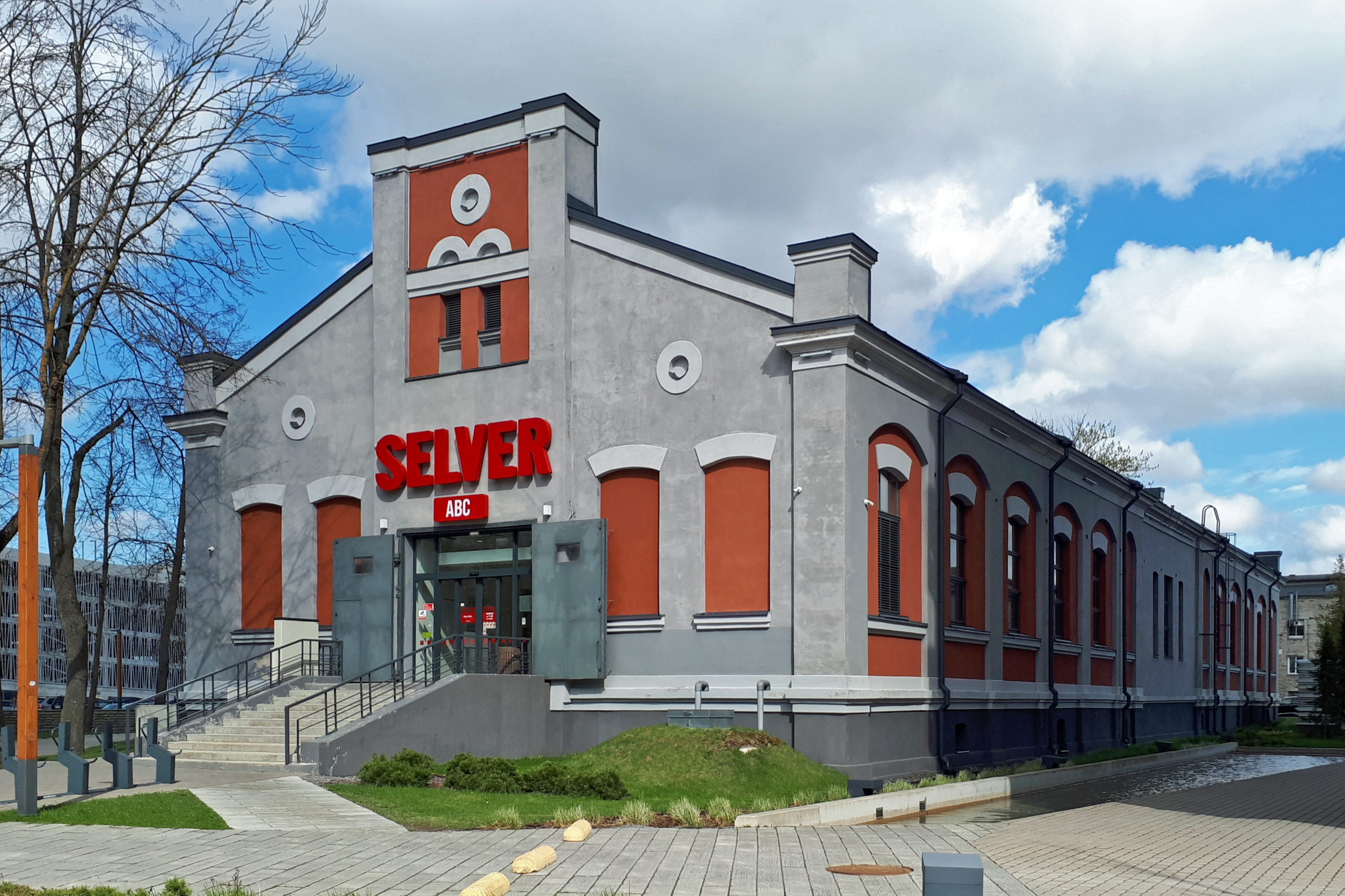
Здание, перестроенное в магазин «Selver», ул. Сепапая 2
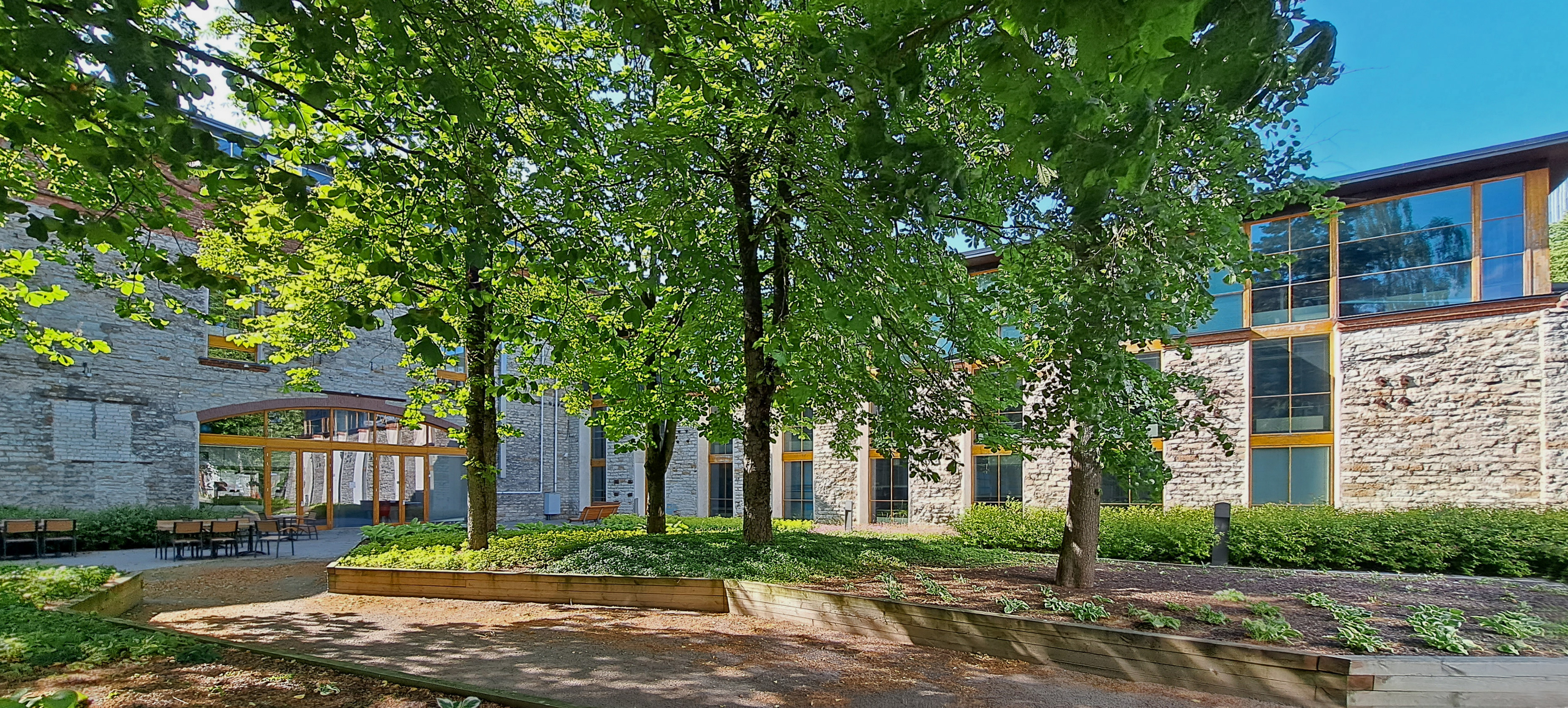
Улица Лыытса 6b
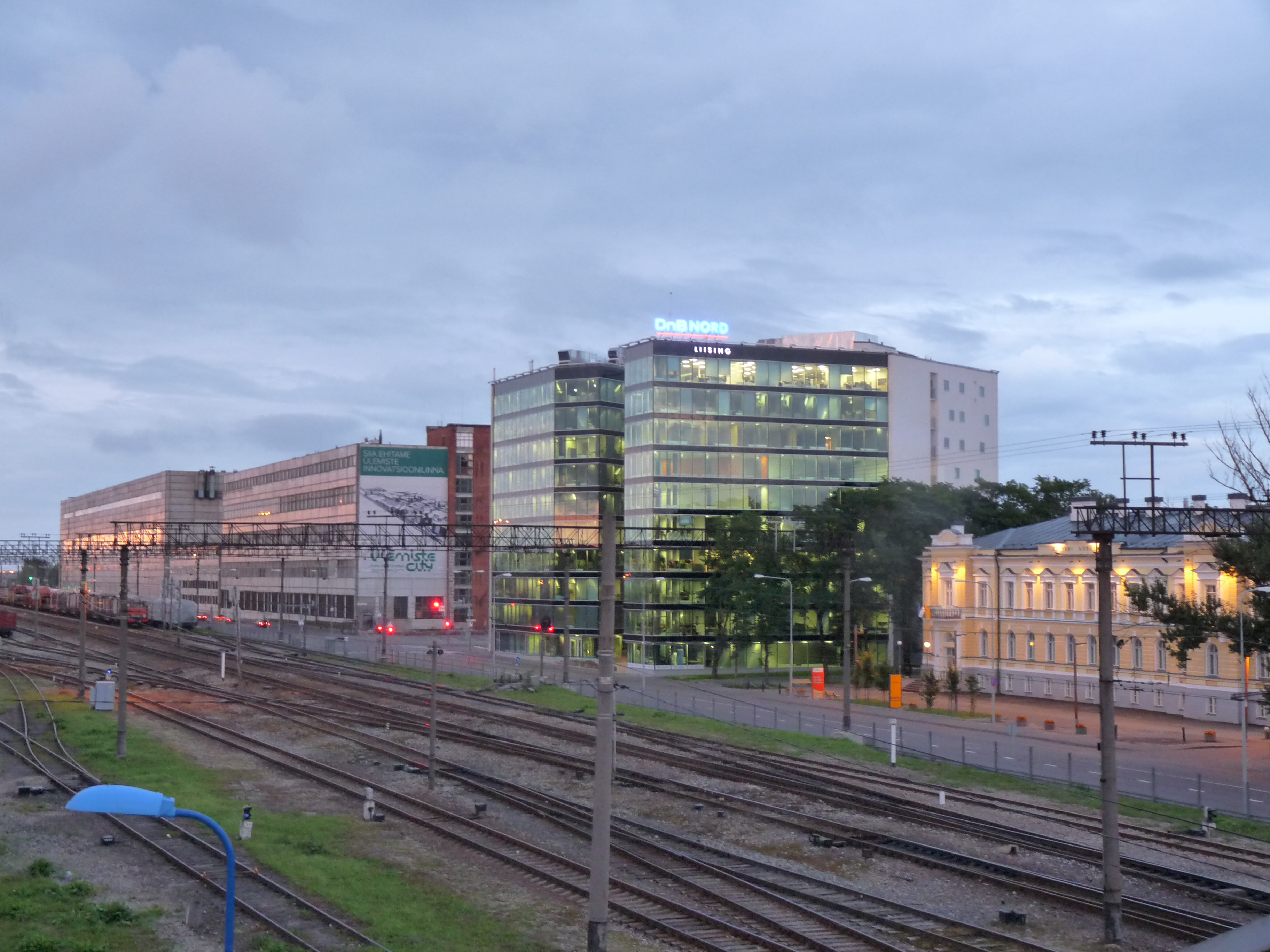
Вид на территорию бывшего завода «Двигатель» по улице Суур-Сыямяэ